# Randall Woodfield
Randall « Randy » Woodfield, né le 26 décembre 1950, est un tueur en série américain dit « I-5 Killer » ou « I-5 Bandit » du nom de l’autoroute I-5, allant de l’État de Washington jusqu’en Californie, où il a commis plusieurs agressions sexuelles et meurtres. Natif de l’Oregon, il fut condamné pour trois meurtres et est suspecté d’avoir tué jusqu’à 18 personnes. Woodfield est incarcéré au pénitencier de l’État d'Oregon.

## Jeunesse
Né à Salem, Woodfield venait d’une famille de classe moyenne sans signe évident de dysfonctionnement. Il était populaire auprès de ses pairs, et fut une star du football à l’école secondaire de Newport sur la côte de l’Oregon et à l’Université de Portland.
À l’adolescence, il commença à montrer des attitudes sexuelles anti-sociales et principalement un penchant pour l'exhibitionnisme. Jusqu’à sa première arrestation pour ce crime au secondaire, ses entraîneurs de football cachèrent ces faits afin qu’il ne soit pas expulsé de l’équipe.
Trois arrestations au début des années 1970 pour des crimes mineurs comme le vandalisme et l’exhibitionnisme n'empêchèrent pas Woodfield de se faire sélectionner dans l'équipe de 1974 de la LNF par les Packers de Green Bay comme receveur centre, au 17e tour (428e choix), mais il fut exclu de l’équipe la même année après plus d’une douzaine d’arrestations pour exhibitionnisme.

## Série de viols et de meurtres
L’année suivante, Woodfield vola et agressa sexuellement plusieurs femmes avec un couteau. Il fut par la suite attrapé par une officière de police en civil et alla en prison pour vol au second degré. Il fit quatre ans sur la sentence de dix ans prononcée.
En 1979, Woodfield s’embarqua dans une série de vols sur une période de deux ans, s’en prenant à des stations service, des comptoirs de crème glacée et des maisons aux alentours de l’autoroute I-5. Plusieurs de ses victimes féminines furent violées, assassinées, ou les deux.
En mars 1981, la police investiguant sur une mort par arme à feu à Beaverton dans l’Oregon rencontra Woodfield qui était un ami proche de la victime. Découvrant ses antécédents judiciaires, la police fouilla sa maison et trouva des preuves le liant au meurtre, ainsi qu'à deux tentatives de meurtres sur des jeunes femmes. Woodfield fut arrêté et accusé du meurtre de Beaverton et du double meurtre d’une femme et sa fille à Redding en Californie.
En octobre 1981 Woodfield fut jugé à Salem pour le meurtre de Shari Hull, auquel s'ajoutait des accusations de sodomie et de tentative de meurtre. Chris Van Dyke, fils de l’acteur Dick Van Dyke, était l’avocat du district du Comté de Marion dans l’Oregon à l’époque et traita cette affaire. Woodfield fut condamné pour le meurtre à la peine de prison à vie et à 165 ans additionnels pour les condamnations des autres crimes.
En prévision d'un nouveau procès en 1981, le conseil de Woodfield tenta de faire déplacer ailleurs le procès de Willamette Valley en raison de la large publicité faite à l'affaire par la presse dans le but d'assurer un procès plus juste. Le juge chargé de l'affaire refusa la demande de Woodfield, ainsi que sa requête pour faire hypnotiser un témoin du procureur dans le but de déterminer si ce témoin avait été influencé par le traitement fait de l'affaire dans les médias.
Woodfield purge actuellement sa peine au pénitencier de l’État d’Oregon, à Salem. Alors qu’il a été accusé de quatre meurtres, on estime que Woodfield en a commis plusieurs autres, ainsi que plus de soixante agressions sexuelles.

## Vie en prison
En octobre 1983, Woodfield fut blessé par un codétenu durant une émeute à la prison  . En avril 1987, Woodfield poursuivit en justice l’auteur Ann Rule pour 12 millions de dollars. L’auteure de True Crime écrivit en 1984 The I-5 Killer, un best-seller non fictif sur la vie et la vague de crimes commis par Woodfield. La cour fédérale de l’Oregon rejeta la poursuite en janvier 1988.
Par 1990, il était suspecté dans au moins 44 homicides. En 2001 et 2006, des tests d’ADN lièrent Woodfield à deux meurtres additionnels dans l’Oregon de 1980 et 1981.

## Autres médias
livres
- The I-5 Killer, 1984 d'Ann Rule

tv
- « Le tueur de l'autoroute » (deuxième reportage) le 23 mai 2015 dans Chroniques criminelles sur NT1.
- L’empreinte du tueur saison 2 Épisode 8 sur Planète +

- « Insoupçonnable » téléfilm canadien réalisé par Allan Kroeker, avec les acteurs : John Corbett, Sara Canning, Tygh Runyan Titre Original : The Hunt for the I-5 Killer